# Kevin Kurányi
Kevin Dennis Kurányi, mais conhecido como Kevin Kurányi, ou simplesmente Kurányi (Petrópolis,  2 de março de 1982), é um ex-futebolista alemão nascido no Brasil de pai alemão de origem húngara e mãe panamenha. Atuava como atacante. Jogava como atacante e possuía grande potencial no jogo aéreo. De 2003 a 2008, Kurányi fez parte da seleção alemã, pela qual marcou 19 gols em 52 jogos. Ele participou de duas Eurocopas (2004 e 2008) e uma Copa das Confederações (2005).

## Carreira
Nascido no Brasil, petropolitano de pai alemão (de origens húngaras), e mãe panamenha, Kurányi tem tanto a nacionalidade brasileira como a alemã, panamenha e húngara.
Iniciou sua carreira no time do Serrano em Petrópolis, e optou por defender a Seleção Alemã.

### Stuttgart
Em 1997, Kurányi mudou-se para a Alemanha, onde passou a jogar nas categorias de base VfB Stuttgart. Depois de jogar alguns jogos na seleção alemã de futebol sub-21, ele assinou seu primeiro contrato profissional pelo VfB Stuttgart em 2001.
Kurányi jogou 99 partidas pelo time Stuttgart, marcando 40 gols. Ele também participou de 22 jogos do campeonato europeu, marcando 10 gols. Na temporada 2002-03 da Bundesliga, ele foi o melhor artilheiro alemão levando seu time ao  segundo lugar na Bundesliga.

### Schalke 04
Kurányi deixou Stuttgart durante a janela de transferência do verão de 2005 para ingressar no FC Schalke 04, assinando para 2009-2010. Em Gelsenkirchen, ele terminou como o artilheiro da equipe na temporada 2005-08, durante o tempo em que Kurányi esteve no Schalke 04 o time conseguiu três vezes vagas consecutivas na UEFA Champions League.
Em 15 de abril de 2008, Kurányi marcou quatro gols na vitória de 5 a 0 do Schalke sobre o Energie Cottbus em uma partida da liga, sendo o outro gol contra.

### Dínamo de Moscou
Em 9 de maio de 2010, foi anunciado que Kurányi se mudaria para o Dínamo Moscou em 1 de julho de 2010 e assinou um contrato de três anos. Após renovar seu contrato com o Dínamo até 2015, tornou-se capitão da equipe em julho de 2012.

### Hoffenheim
Depois que seu contrato com o Dínamo expirou no verão de 2015, Kurányi retornou à Bundesliga e assinou pelo 1899 Hoffenheim em 24 de julho de 2015, em um contrato de um ano.
Kurányi anunciou sua aposentadoria em 24 de março de 2017

## Vida pessoal
Em sua cidade natal, Petrópolis, Kevin Kurányi contribuiu financeiramente na realização de obras no estádio Sete de Setembro, do Esporte Clube Vera Cruz; alterando as dimensões do campo, construindo um campo de gramado sintético e realizando reparos em seu entorno.
Kurányi é casado com a croata Viktorija Peličić. Eles se casaram em 28 de abril de 2007 em Stuttgart. Em 27 de setembro de 2005, Kurányi e sua esposa tiveram seu primeiro filho, chamado Karlo. Seu segundo filho, uma menina chamada Vivien Carmen, nasceu em 6 de janeiro de 2008.

## Seleção Alemã
Ele jogou sua primeira partida internacional pela Alemanha em 29 de março de 2003, em um empate de 1 a 1 no Frankenstadion, em Nuremberg, nas eliminatórias da Eurocopa contra a Lituânia . Kurányi jogou com a seleção alemã o Campeonato da Europa de 2004 em Portugal e em 2005 na Copa das Confederações na Alemanha. No entanto , ele não foi indicado para a Copa do Mundo de 2006 pelo então técnico da seleção Jürgen Klinsmann. Em 7 de fevereiro de 2007, ele cedeu na vitória por 3-1 na partida-teste na arena multifuncional de Düsseldorf contra a Suíça seu retorno na seleção nacional e marcou 1-0. Na vitória por 2 a 1 nas nas eliminatórias da Eurocopa no estádio Letná, em Praga, contra a República Checa, em 24 de março de 2007, ele marcou os dois gols pelo time alemão. Em 28 de março de 2007, Kurányi disputou o amistoso contra a Dinamarca na MSV-Arena em Duisburg pela primeira vez como capitão da seleção alemã. Para o EM 2008, foi convocado para a seleção alemã pelo técnico Joachim Löw. O então jogador de 26 anos foi substituído na final contra a Espanha. O time alemão perdeu o jogo por 0-1.
Quando ele jogou as eliminatórias para a Copa do Mundo em 11 de outubro de 2008 no Westfalenstadion em Dortmund contra a Rússia, na qual ele apenas se sentou nas arquibancadas, ele voltou para casa por conta própria antes do segundo tempo. Löw informou o clube de Kurányi e decidiu não chamá-lo para jogos internacionais. De acordo com Löw, este incidente não era mais decisivo por não ter sido levado em consideração na Copa do Mundo de 2010 , mas Kurányi não se encaixou na seleção nacional por razões táticas. Em 12 de outubro de 2008, Kurányi foi expulso da Seleção Alemã pelo treinador Joachim Löw.

## Títulos
Stuttgart
- Copa Intertoto da UEFA: 2002

Schalke 04
- DFB-Ligapokal: 2005